# Venera 2
Venera 2 (russo: Венера-2) fu una sonda spaziale sovietica appartenente al programma per l'esplorazione di Venere.
Essa fu lanciata il 12 novembre 1965 alle 05.02:00 ora di Greenwich, a bordo di un vettore Molniya, partito dal Cosmodromo di Baikonur. La missione della sonda era quello di effettuare un fly-by più vicino possibile al pianeta, e di inviare dati telemetrici e fotografie della sua densa atmosfera.
Pesava 963 kg e conteneva un sistema radiotelevisivo, nonché una quantità di strumenti scientifici.
Il 27 febbraio 1966 passò a circa 24.000 km da Venere, e si posizionò in un'orbita eliocentrica per avvicinarvisi. Ben prima di raggiungere il pianeta, però, la sonda interruppe ogni comunicazione, di fatto smettendo di funzionare.